# Bronzszárnyú papagáj
A bronzszárnyú papagáj (Pionus chalcopterus) a madarak osztályának papagájalakúak (Psittaciformes) rendjébe és a papagájfélék (Psittacidae) családjába tartozó faj.

## Rendszerezése
A fajt Louis Fraser brit zoológus írta le 1841-ben, a Psittacus nembe Psittacus chalcopterus néven.

## Előfordulása
Dél-Amerika északnyugati részén, Kolumbia, Ecuador, Peru és Venezuela területén honos. Természetes élőhelyei a szubtrópusi vagy trópusi síkvidéki és hegyi esőerdők, cserjések, valamint másodlagos erdők. Nomád faj.

## Megjelenése
Átlagos testhossza 29 centiméter.
|  |

## Természetvédelmi helyzete
Az elterjedési területe nagyon nagy, egyedszáma ugyan csökken, de még nem éri el a kritikus szintet. A Természetvédelmi Világszövetség Vörös listáján nem fenyegetett fajként szerepel.